# JUST LIVE MORE
「JUST LIVE MORE」（ジャスト・リヴ・モア）は、日本の音楽ユニット『湘南乃風』が「鎧武乃風」名義でリリースしたシングル。2013年12月11日にavex entertainmentから発売された。

## 概要
- 仮面ライダー鎧武/ガイムの主題歌を収録したシングル。本作では「鎧武乃風」名義での発売となっているため、14枚目のシングルとしてカウントされていない[1]。
- 発売当時、湘南乃風の楽曲はトイズファクトリーから発売されていたが、本作は仮面ライダーが関わっている関係上の理由により、avex entertainmentからの発売となっている[1]。
- 初回生産限定盤では、タイトルチューンのミュージック・ビデオを収録したDVDと、鎧武乃風のロゴ入りミニタオルが封入された。
- なお、本シングルの初回プレス時、歌詞カード記載の歌詞の一部に誤植があったため、同年12月13日から翌年3月31日まで該当CD購入者が正規品と交換対応する事態が起こった[2]。

## 収録曲
1. JUST LIVE MORE
  - 作詞：藤林聖子 作曲・編曲：鳴瀬シュウヘイ

テレビ朝日系特撮ドラマ『仮面ライダー鎧武/ガイム』オープニングテーマ
2. JUST LIVE MORE (Orchestra Edit)
3. JUST LIVE MORE (instrumental)